# Premios Rolex a la Iniciativa
Los Premios Rolex a la Iniciativa son premios bienales "enfocados a fomentar el espíritu de iniciativa alrededor al mundo" instituidos por el Instituto Rolex de la compañía Suiza Rolex. Los Premios Rolex galardonan proyectos pioneros que atacan los asuntos más apremiantes de mundo moderno. Fueron instituidos en 1976 para conmemorar el 50.º aniversario del cronómetro Oyster, el primer reloj resistente al agua. Se dividen en cinco áreas: herencia cultural, medio ambiente, exploración y descubrimiento, ciencia y medicina y tecnología e innovación.  
Los premios otorgan financiamiento a cinco laureados y cinco laureados asociados para nuevos emprendimientos o para completar proyectos en curso. Los ganadores principales reciben 100.000 dólares cada uno, un cronómetro Rolex de oro y los beneficios del reconocimiento oficial y de la publicidad internacional. Los ganadores asociados reciben 50.000 dólares estadounidenses, un cronómetro Rolex de acero y oro y reconocimiento oficial en ceremonias en sus países.  
Hasta 2008, 110 laureados habían sido seleccionados desde 1976. La selección es hecha por expertos mundiales.

## Programa de jóvenes laureados
En 2009 los Premios Rolex introdujeron el Programa Jóvenes Laureados (Young Laureates Programme). El objetivo de este programa es promover la innovación en la próxima generación. El programa selecciona cinco jóvenes innovadores, a los que prové de fondos y recursos para sus proyectos.

## Ganadores
Los ganadores de los Premios Rolex de 2012 fueron:
- Sergei Bereznuk (Rusia), utiliza la tecnología y la educación dirigida a las generaciones más jóvenes para proteger los últimos tigres siberianos en el extremo oriente de Rusia.
- Bárbara Block (Estados Unidos) lidera los esfuerzos para preservar una parte del Océano Pacífico, mediante el seguimiento de depredadores marinos en la costa de Norteamérica con una serie de estaciones de escucha submarina.
- Erika Cuéllar (Bolivia), está entrenando a la población local en Bolivia, Paraguay y Argentina para preservar la biodiversidad del Gran Chaco, uno de los últimos ecosistemas verdaderamente silvestres de Sudamérica.
- Mark Kendall (Australia), bioingeniero, está desarrollando un 'Nanopatch' para reemplazar a las agujas en la vacunación. Esta tecnología tiene el potencial para salvar millones de vidas en los países en desarrollo gracias a un proceso de vacunación indoloro, seguro, económico y más eficaz.
- Aggrey Otieno (Kenia), se propone salvar a cientos de madres y recién nacidos cada año en una favela de Nairobi mediante la creación de un centro de telemedicina que prestará servicios médicos obstétricos.

Los Laureados Jóvenes de los Premios Rolex de 2012 fueron:
- Sumit Dagar (India), desarrolla un teléfono inteligente con lenguaje en Braille para mejorar la vida de las personas ciegas de la India.
- Karina Atkinson (UK), fomenta la investigación y el turismo responsable en una zona de alta biodiversidad en Paraguay.
- Selene Biffi (Italia), revive la narrativa literaria tradicional para elaborar una nueva narrativa en Afganistán.
- Maritza Morales Casanova (México), construcción de un parque de educación ambiental en la península de Yucatán.
- Arun Krishnamurthy (India), restauración de lagos urbanos en la India.

Los ganadores de los Premios Rolex de 2010 fueron:
- Reese Fernández (Filipinas), fundadora de Rags2Riches, empresa de moda la cual emplea mujeres filipinas pobres que convierten deshechos en productos elegantes de alto valor 'ecoético'.
- Jacob Colker (Estados Unidos), red Social que permite a los usuarios de teléfonos inteligentes convertirse en voluntarios donando minutos libres a organizaciones caritativas, científicas y la comunidad.
- Bruktawit Tigabu (Etiopía), hace frente a la alta tasa de mortalidad infantil en Etiopía a través de una serie de televisión con contenidos de enseñanza dirigida a niños sobre salud.
- Piyush Tewari (India), creador de la Fundación SaveLIFE en India para mejorar la respuesta de emergencia a los accidentes de tráfico.
- Nnaemeka Ikegwuonu (Nigeria), creador de un programa para mejorar la vida de los agricultores en Nigeria a través del desarrollo de un servicio de radio rural interactivo.

Los ganadores de los Premios Rolex de 2008 fueron:

### Principales
- Tim Bauer (USA), sistema para reducir la polución de los triciclos motorizados en ciudades asiáticas.
- Andrew McGonigle (UK), helicóptero a control remoto para predecir erupciones volcánicas.
- Talal Akasheh (Jordania), convervación de la antigua ciudad de Petra del paso del tiempo y del turismo.
- Elsa Zaldívar (Paraguay), viviendas de esponja vegetal y desechos plásticos.
- Andrew Muir (Sudáfrica), entrenamiento y trabajo para personas huérfanas a causa del sida.

### Asociados
- Alexis Belonio (Filipinas), transformación de cáscara de arroz en energía para cocinar.
- Moji Riba (India), salvaguardia de la herencia de la población de Arunachal Pradesh.
- Romulus Whitaker (India), red de investigación sobre la selva tropical en India.
- Arturo González (México), exploración de cuevas submarinas para descubrir y estudiar vestigios de la era del hielo.
- Rodrigo Medellín (México), salvataje de murciélagos en peligro de extinción.